# Пиер-Симон Лаплас
Пиер-Симон Лаплас (на френски: Pierre-Simon Laplace) е френски математик, астроном и физик, с основни приноси в областта на диференциалните уравнения (уравнение на Лаплас), на теорията на вероятностите (трансформация на Лаплас) и небесната механика (устойчивост на Слънчевата система). Автор е на космогоничната хипотеза за образуването на Слънчевата система от мъглявина (1796). В областта на физиката работи върху теорията на топлината, капилярността и акустиката. Той е привърженик на детерминизма във философията.

## Биография
Роден е на 23 март 1749 година в селцето Бомон-ан-Ож, Долна Нормандия, Франция, в семейството на фермера Пиер дьо Лаплас. Учи в Колеж на бенедектинския орден, където изучава латински, класическа литература, математика и теология. Усвоява доста сложни математически трудове извън учебната програма, запознава се с трудовете на Нютон по механика и с теорията на всемирната гравитация. На 17-годишна възраст написва първата си научна работа по математика.
По желание на баща си заминава да учи теология в Университета в Кан. Преди да завърши университета заминава за Париж с препоръки до Жан льо Рон д'Аламбер от учителите си по математика. Даламбер го приема хладно, но след като му дава да чете дебела математическа книга и с огромно учудване разбира след няколко дни, че Лаплас я е прочел и усвоил, обръща внимание на талантливия младеж и му помага да заеме преподавателско място в Кралската военна академия в Париж. През следващите седемнадесет години (1771 – 1787) Лаплас провежда много изследвания, по-голямата част в областта на астрономията.
През 1771 г. Лаплас е предложен за член на Френската академия на науките и през 1773, на 24-годишна възраст, става неин член. Въпреки че той насърчава способни млади математици и учени, сред своите ученици, Лаплас не е бил успешен учител.
На 15 март 1788 г., на 39-годишна възраст, Лаплас се жени за Мари-Шарлот, 18-годишно момиче от добро семейство от Безансон. Двамата имат син – Шарл-Емил (1789 – 1874) и една дъщеря, Софи-Сузан (1792 – 1813).
Умира на 5 март 1827 година в имението си в Париж на 77-годишна възраст, оставяйки съпруга и син. В родното му място е издигнат негов паметник.

## Научна дейност
Първата публикувана работа на Лаплас е от 1771 г. върху диференциални уравнения и крайни разлики. През 1774 публикува своята работа по вероятностите „Memoire sur la probabbilite des causes par les evenements“, с която привлича особено внимание към себе си. Особено място в трудовете на Лаплас заема небесната механика. През 1776 г. започва изследванията си в тази област и ги свързва с изследването на устойчивостта на Слънчевата система. В годините 1799 – 1825 написва и издава петтомен труд със заглавие „Небесна механика“, които резюмира и развива работите на своите предшественици.
Лаплас изказва предположението, че Вселената е абсолютно детерминирана. Той смята, че поне теоретично, е възможно да се предскаже какво ще се случи във Вселената чрез набор от научни закони на природата. Единственият входен параметър за тези закони трябва да е точното състояние на Вселената в определен момент от времето. В математиката това се нарича „начално състояние“ или „гранично условие“ (в случая граница означава граница във времето или пространството, а граничното условие в пространството е състоянието на Вселената по външната граница, ако такава съществува). Принципът на неопределеността, формулиран от германския учен Вернер Хайзенберг, обаче слага край на мечтата на Лаплас за създаване на научна теория, чрез която може да се създаде един изцяло детерминистичен модел на Вселената. Не могат да се предскажат бъдещи събития достатъчно точно, защото принципно е невъзможно да се измери с достатъчна точност не само състоянието на Вселената, но и състоянието дори на един електрон в нея.

## Любопитно
Лаплас се е познавал лично с Наполеон от годините в Кралската военна академия. По негово разпореждане Лаплас става министър на вътрешните работи, но само за около два месеца. По-късно става сенатор, вицепрезидент и президент на Сената. Наполеон го прави граф на Империята и кавалер на най-високите френски ордени.

## Признание
- Лаплас е член на шест академии и кралски общества.
- Името му е в списъка на най-великите френски учени, гравиран на първия етаж на Айфеловата кула.

- На името на Лаплас са наречени астероид и кратер на Луната.
- Програмата за Юпитер на Европейската космическа агенция също носи името на Лаплас.